# Sigma (letter)
De sigma (hoofdletter Σ, kleine letter σ en ς, Grieks: σίγμα) is de 18e letter van het Griekse alfabet.
De sigma wordt uitgesproken als /s/, zoals in slang.
De sigma heeft twee kleine letters: σ en ς. ς wordt alleen gebruikt aan het eind van een woord; σ in alle andere gevallen. 
σ' is het Griekse cijfer voor 200 en ,σ voor 200 000.
ς' is onder andere het Griekse cijfer voor 6 en ,ς voor 6000 (een komma voor de letter geeft een duizendtal aan).

## Natuurkunde
In de natuurkunde wordt de kleine letter sigma (σ) vaak gebruikt om een spanning in een materiaal aan te geven, zoals de normaalspanning in een materiaal, de oppervlaktespanning op een vloeistof of de grensvlakspanning tussen twee metalen voorwerpen. Ook wordt het gebruikt voor de soortelijke geleidbaarheid.

## Wiskunde
In de wiskunde is de hoofdletter Σ het sommatieteken: het symbool voor een som van gelijksoortige termen. De kleine letter σ geeft vaak aan dat een bekend "eindig" begrip wordt veralgemeend of versterkt tot een aftelbaar oneindige variant van dat begrip. Voorbeelden: sigma-algebra als versterking van algebra van verzamelingen, of een sigma-lokaal-eindige basis (van een topologische ruimte) als aftelbare vereniging van lokaal eindige verzamelingensystemen. Ook wordt de kleine letter sigma gebruikt voor de standaardafwijking bij de kansberekeningen.

## Chemie
In de chemie wordt de kleine letter σ gebruikt om een type binding aan te geven die gevormd is door hybridisatie. De hoeveelheid aangegane verbindingen is daarvan afhankelijk. Een σ-binding heeft één regio van overlap en wordt daarom altijd gevormd. Een π-binding heeft daarentegen twee regio's van overlap. Zo ontstaat het bijvoorbeeld dat een C-C binding bestaat uit één σ-binding en een C=C bestaat uit één σ-binding en één π-binding.